# Clark Donatelli
John Clark Donatelli (Providence, Rhode Island, 1965. november 22. –) amerikai profi jégkorongozó.

## Karrier
Komolyabb karrierjét a Bostoni Egyetemen kezdte 1984–1985-ben. Az egyetemi csapatban 1987-ig játszott. Az 1984-es NHL-drafton a New York Rangers választotta ki az ötödik kör 98. helyén. 1987–1988-ban az amerikai válogatottban játszott. Egy év szünet után az IHL-es Kalamazoo Wingsbe került de még ebben az évben felhívták az NHL-es Minnesota North Starsba 25 mérkőzésre. A következő szezont az IHL-es San Diego Gullsban töltötte. 1991–1992-ben tíz mérkőzés erejéig szerepelhetett a Boston Bruinsban. Ezután már soha többet nem kapott meghívást az NHL-be. 1992–1993-ban az AHL-es Providence Bruinsban szerezte a pontokat. 1993–1995 között a San Diego Gullsban játszott. 1995–1996-ban megfordult az IHL-es Los Angeles Ice Dogsban és a szintén IHL-es Detroit Vipersben. A szezon végén visszavonult.

## Nemzetközi karrier
Részt vett az 1984-es és az 1985-ös U20-as jégkorong-világbajnokságon. Majd az 1985-ös, az 1986-os és az 1987-es jégkorong-világbajnokságon is játszhatott, és képviselte hazáját az 1988-as téli olimpián. Szintén részt vett az 1992-es téli olimpián is.

## Díjai
- Hockey East Második All-Star Csapat: 1986